# Quintanasolmo
Quintanasolmo es una localidad española, hoy día despoblada, del municipio de Valderredible, perteneciente a la comunidad autónoma de Cantabria.

## Toponimia
El lugar puede aparecer referido como «Quintanasolmo» y «Quintana-solmo».

## Geografía
La localidad está situada a 930 m s. n. m. y dista 5,5 kilómetros de la capital municipal, Polientes.

## Historia
Hacia mediados del siglo XIX, el lugar, ya por entonces perteneciente a Valderredible, tenía contabilizada una población de cincuenta habitantes. Aparece descrito en el decimotercer volumen del Diccionario geográfico-estadístico-histórico de España y sus posesiones de Ultramar de Pascual Madoz con las siguientes palabras:

QUINTANA-SOLMO: l. en la prov. de Santander (18 leg ), part. jud. de Reinosa (5), dióc., aud. terr. y c. g. de Búrgos (12), ayunt. de Valderredible. sit. entre dos laderas; su clima es templado; sus enfermedades mas comunes fiebres catarrales. Tiene 14 casas; igl. parr. (Ntra. Sra. de la Concepcion), servida por un cura de provision del ob. en patrimoniales, y buenas aguas potables. Confina con térm. de Bustillo del Monte, Poblacion de arriba, la Puente del Valle y Otero á 1/2 leg. los mas dist. El terreno es de secano y de mala calidad. Hay un monte de robles y matas bajas, y varios prados naturales. Los caminos dirigen á los pueblos limítrofes: recibe la correspondencia de Polientes. prod.: granos, patatas y pastos; cria ganado vacuno, lanar, cabrío y de cerda, y caza de perdices y zorros. pobl.: 12 vec., 50 alm. contr.: con el ayunt.
(Madoz, 1849, p. 325)

En 2024, la entidad singular de población no tenía empadronado ningún habitante y el núcleo de población, tampoco ninguno.